# Flottbeker Kirche

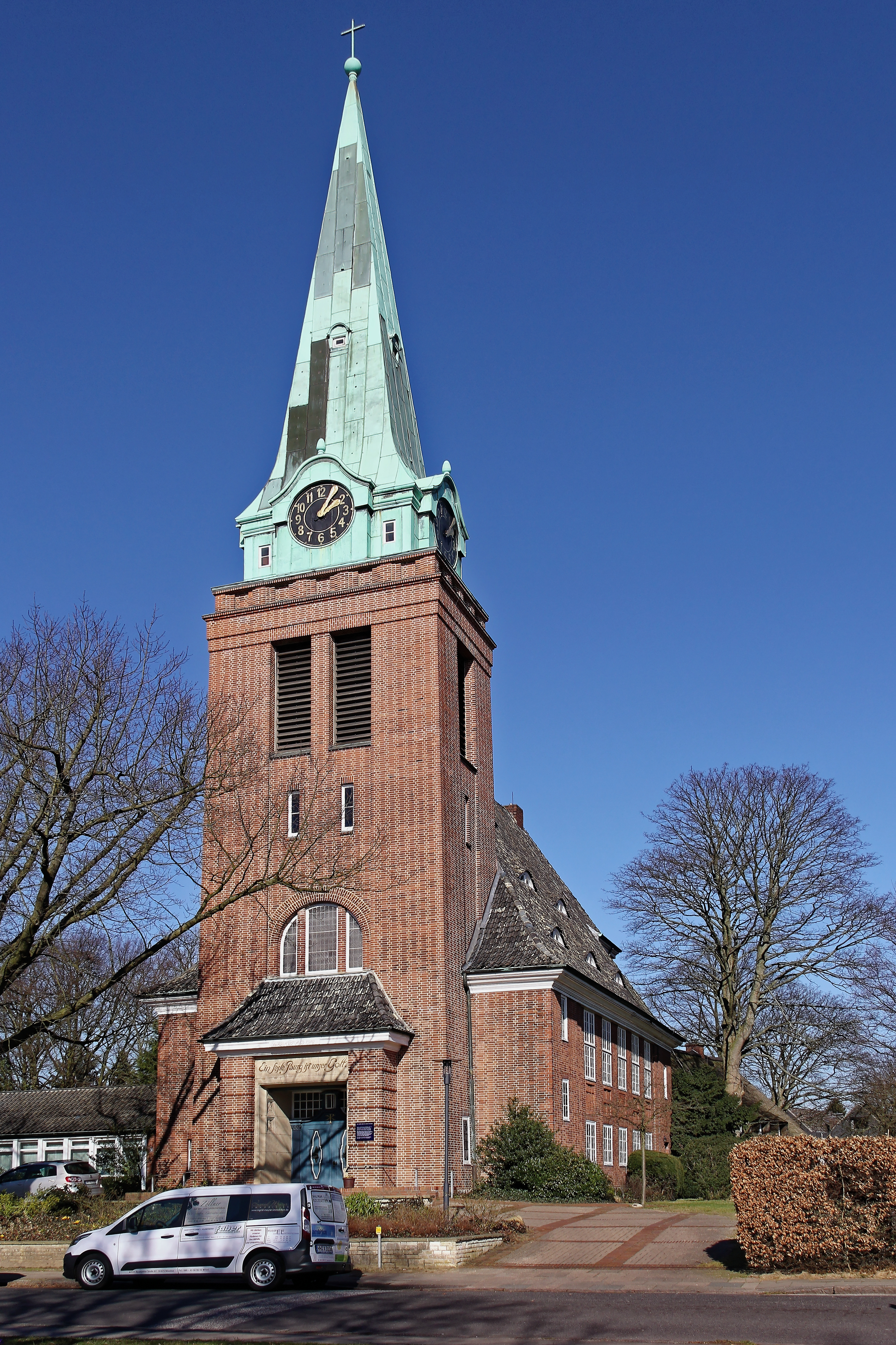
Turm und Haupteingang von Osten

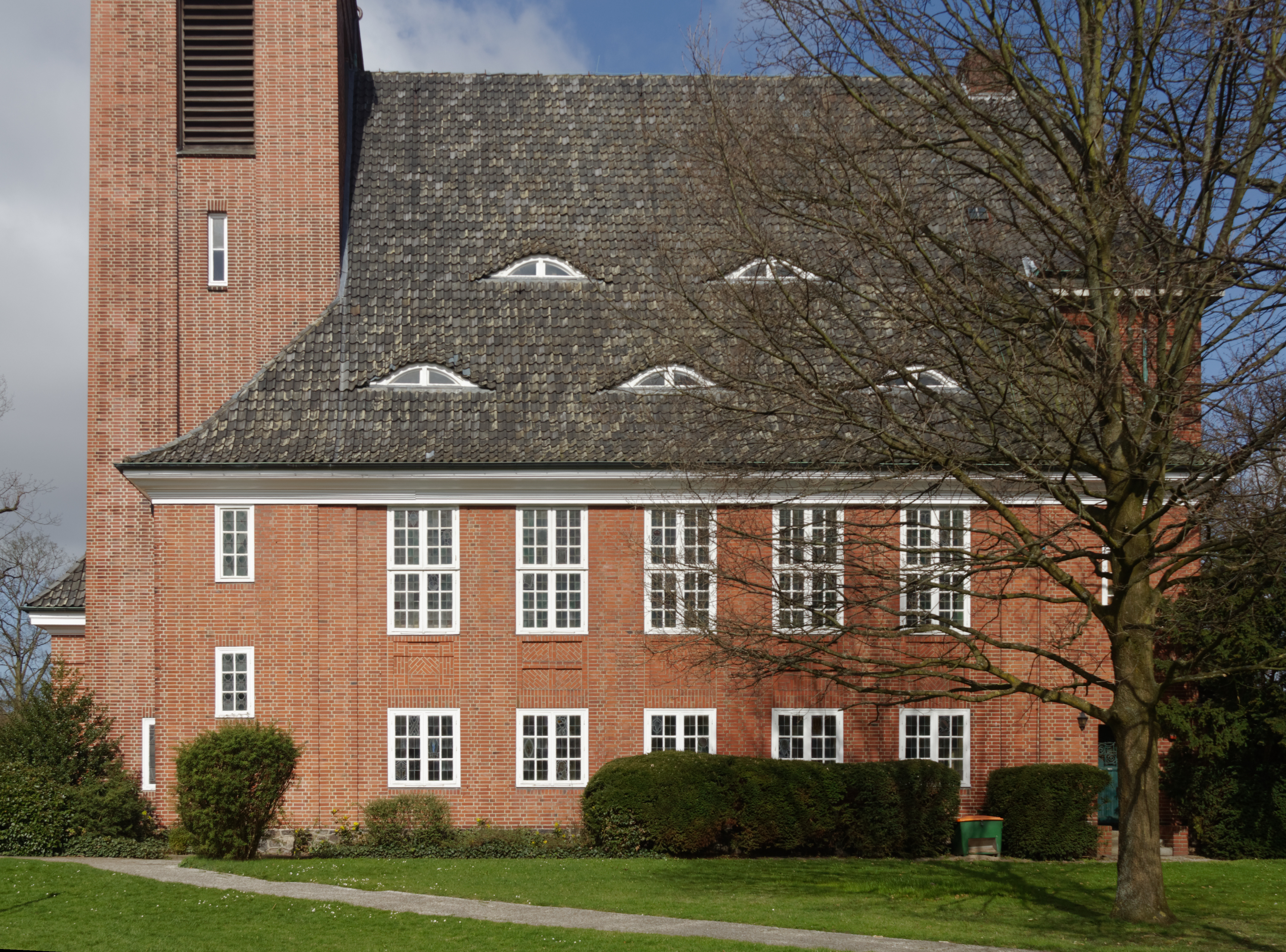
Südseite des Kirchenschiffes

Die evangelisch-lutherische Flottbeker Kirche liegt im alten Zentrum des namensgebenden Hamburger Stadtteils Groß Flottbek. Ihre Gestaltung zeigt noch sehr gut den weitgehend ländlichen Charakter, den die Elbvororte zu ihrer Bauzeit hatten, gilt aber auch als Musterbeispiel für die Reformarchitektur.

## Bau der Kirche
Seit 1898 gab es in Groß Flottbek Bestrebungen, den Stadtteil kirchlich von Hamburg-Nienstedten unabhängig zu machen, die am 4. Mai 1907 zur Gründung einer selbständigen Gemeinde führten. Noch im gleichen Jahr beschloss die Gemeinde, ein Pastorat und einen Gemeindesaal als vorläufige Kirche zu errichten, im Dezember 1908 erhielt Groß Flottbek den ersten eigenen Pastor. Die nächste größere Maßnahme waren Baumaßnahmen am neuen Friedhof der Gemeinde, ab Anfang 1909 suchte man nach einem geeigneten Bauplatz für die gewünschte neue Kirche, am 27. Juli 1910 fiel die Entscheidung für die heutige Lage
Der Architektenwettbewerb für die Kirche fand 1910 bis 1911 unter der Leitung von Fritz Schumacher statt. Aus ihm ging der Entwurf des Büros Raabe & Wöhlecke als Sieger hervor, ein Entwurf Fernando Lorenzens erhielt den zweiten Preis. Der Plan beschrieb eine hohe aber recht kurze Saalkirche mit Tonnendecke und Emporen. An der Außenfassade dominiert schlichter Klinker und geradlinig gestaltete Kupfer- und Schindeldächer. Der wuchtige Turm scheint „das Luther-Wort Ein feste Burg ist unser Gott zu illustrieren […], das über dem Eingang angebracht ist.“
Der Baubeginn war im Frühsommer 1911, Grundsteinlegung am 20. Juli 1911 und Einweihung der vollständigen Kirche am 29. September 1912.
Zusammen mit dem Pastorat und den umgebenden Freiflächen erinnert die gesamte Anlage an norddeutsche Land- oder Gutshäuser. Anklänge an die Gestaltung großer Herrenhäuser zeigen sich ebenfalls an der Südfassade der Kirche.

## Ausstattung

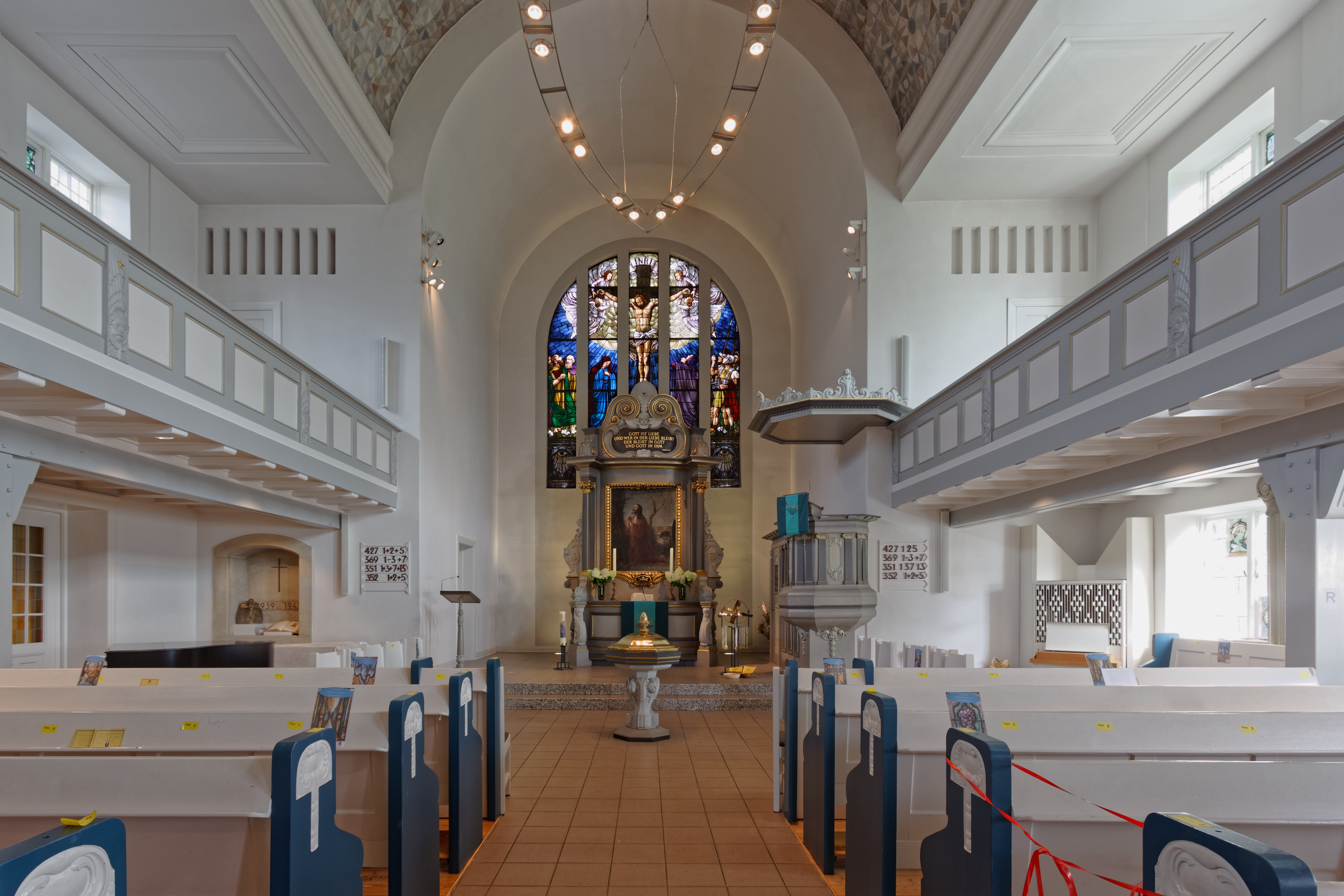
Blick auf den Altar und das Hauptfenster

Für die Gestaltung des Innenraumes wählten die Architekten eine neobarocke Ausstattung, wodurch der Eindruck einer ländlichen Dorfkirche noch verstärkt werden sollte. Der Raumeindruck wird durch die Verwendung von Holz für die einfache Tonnendecke, die Emporen und die weiteren Ausstattungsstücke bestimmt. Die Verzierungen des Altars und der Kanzel greifen den Stil des Barock und der Renaissance auf, das Glasbild des gekreuzigten Christus an der Rückwand des Chores zeigt dagegen bereits Elemente der modernen Malerei der 1920er-Jahre. Direkt über dem Altar befindet sich eine zweite auffällige Platzierung eines Textes in der Kirchengestaltung: „Gott ist Liebe, und wer in der Liebe bleibt, der bleibt in Gott und Gott in ihm“ (1. Joh,4,16 ).
Die ursprünglich sehr farbintensive Gestaltung des Innenraums veränderte man im Rahmen der Renovierung von 1934 zu einer dem damaligen Geschmack angepassten Gestaltung in zurückhaltenden Farben.
In der Wand, die das nördliche Seitenschiff zum Chor hin begrenzt, wurde 1955 eine Nische eingefügt, um ein Gedenkbuch mit den Namen der Gefallenen der beiden Weltkriege aufzunehmen.
Die heutigen Antependien wurden 1995–1997 von der finnischen Textildesignerin Marjatta Lembke-Seppälä erstellt (bis auf die Farbe rot).

## Glocken
Die ersten Glocken aus der Gießerei Ohlssen in Lübeck waren eine Stiftung des damaligen Kirchenältesten. Zwei dieser drei Glocken wurden noch am Ende des Ersten Weltkriegs im Juli 1918 zu Rüstungszwecken eingeschmolzen. Erst 1926 konnten sie durch zwei neue Glocken aus der Gießerei Schilling ersetzt werden. Bereits im folgenden Krieg mussten die beiden großen Glocken im April 1942 erneut an die Rüstungsindustrie abgegeben werden. Ersatz konnte die Gemeinde schon 1948 beschaffen, die neuen Glocken stammten wieder von der Gießerei Schilling, waren allerdings wegen der Materialknappheit der Nachkriegszeit nicht in Bronze gefertigt, sondern in Eisenhartguss. Die Inschrift der großen Glocke ist eine leichte Variation der Inschrift der mittleren Glocken von 1926 und von 1911.
| Nr. | Name              | Material | Herstellungsjahr | Inschrift                                           |
| 1   | (kleine Glocke)   | Bronze   | 1911             |                                                     |
| 2   | (mittlere Glocke) | Stahl    | 1948             | Haltet an im Gebet                                  |
| 3   | (große Glocke)    | Stahl    | 1948             | Seid fröhlich in Hoffnung. Gross-Flottbek A.D. 1948 |

## Orgel

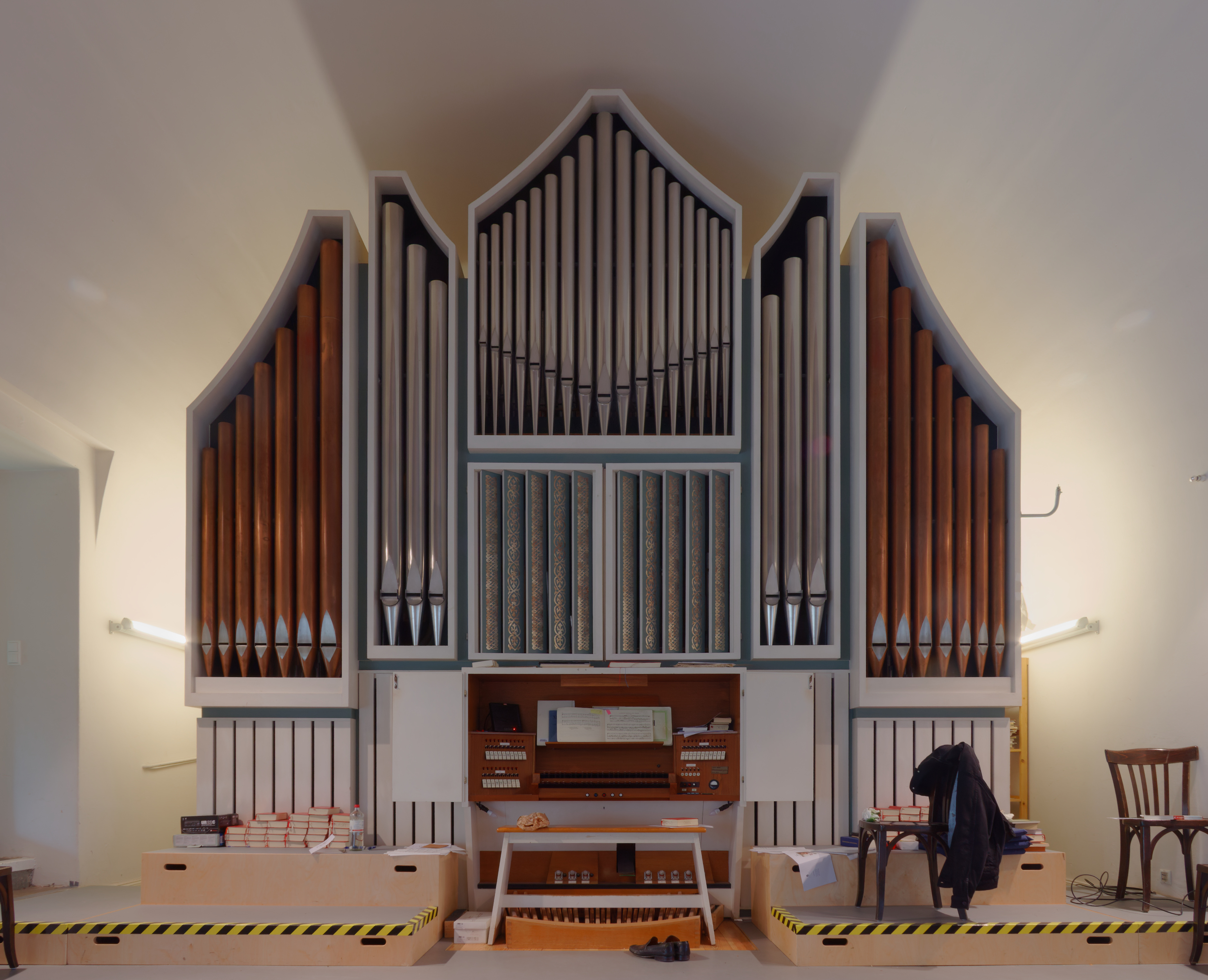
Orgelprospekt

Die erste Orgel aus der Werkstatt Kemper in Lübeck erhielt die Kirche bereits 1911. Diese ersetzte man 1975 durch eine Steinmeyer-Orgel mit folgender Disposition:
| I Hauptwerk C– |                 |       |
| 1.             | Prinzipal       | 8′    |
| 2.             | Rohrflöte       | 8′    |
| 3.             | Oktave          | 4′    |
| 4.             | Blockflöte      | 4′    |
| 5.             | Nasat           | 2 ⁄3′ |
| 6.             | Gemshorn        | 2′    |
| 7.             | Rauschpfeife II |       |
| 8.             | Mixtur IV–V     | 1 ⁄3′ |
| 9.             | Trompete        | 8′    |

| II Schwellwerk C– |                     |       |
| 10.               | Gedackt             | 8′    |
| 11.               | Dulzflöte           | 8′    |
| 12.               | Prinzipal           | 4′    |
| 13.               | Spillflöte          | 4′    |
| 14.               | Waldflöte           | 2′    |
| 15.               | Quinte              | 1 ⁄3′ |
| 16.               | Sesquialtera II–III |       |
| 17.               | Scharff IV          | 1′    |
| 18.               | Rankett             | 16′   |
| 19.               | Oboe                | 8′    |
|                   | Tremulant           |       |

| Pedal C– |               |       |
| 20.      | Subbaß        | 16′   |
| 21.      | Prinzipal     | 8′    |
| 22.      | Gedackt       | 8′    |
| 23.      | Choralflöte   | 4′    |
| 24.      | Hintersatz IV | 2 ⁄3′ |
| 25.      | Posaune       | 16′   |
| 26.      | Schalmei      | 4′    |

- Koppeln: I/II, I/P, II/P
- 3 freie Kombinationen, Tutti, Zungeneinzelabsteller

## Persönlichkeiten
Der Komponist Ulrich Baudach wirkte in den 1950er- und 1960er-Jahren als Kirchenmusiker in Groß Flottbek. Einige seiner Werke wurden in der Kirche uraufgeführt, so z. B. seine Johannis-Passion am 22. Mai 1958.

## Fotografien und Karte
Koordinaten: 53° 33′ 57″ N, 9° 52′ 38″ O

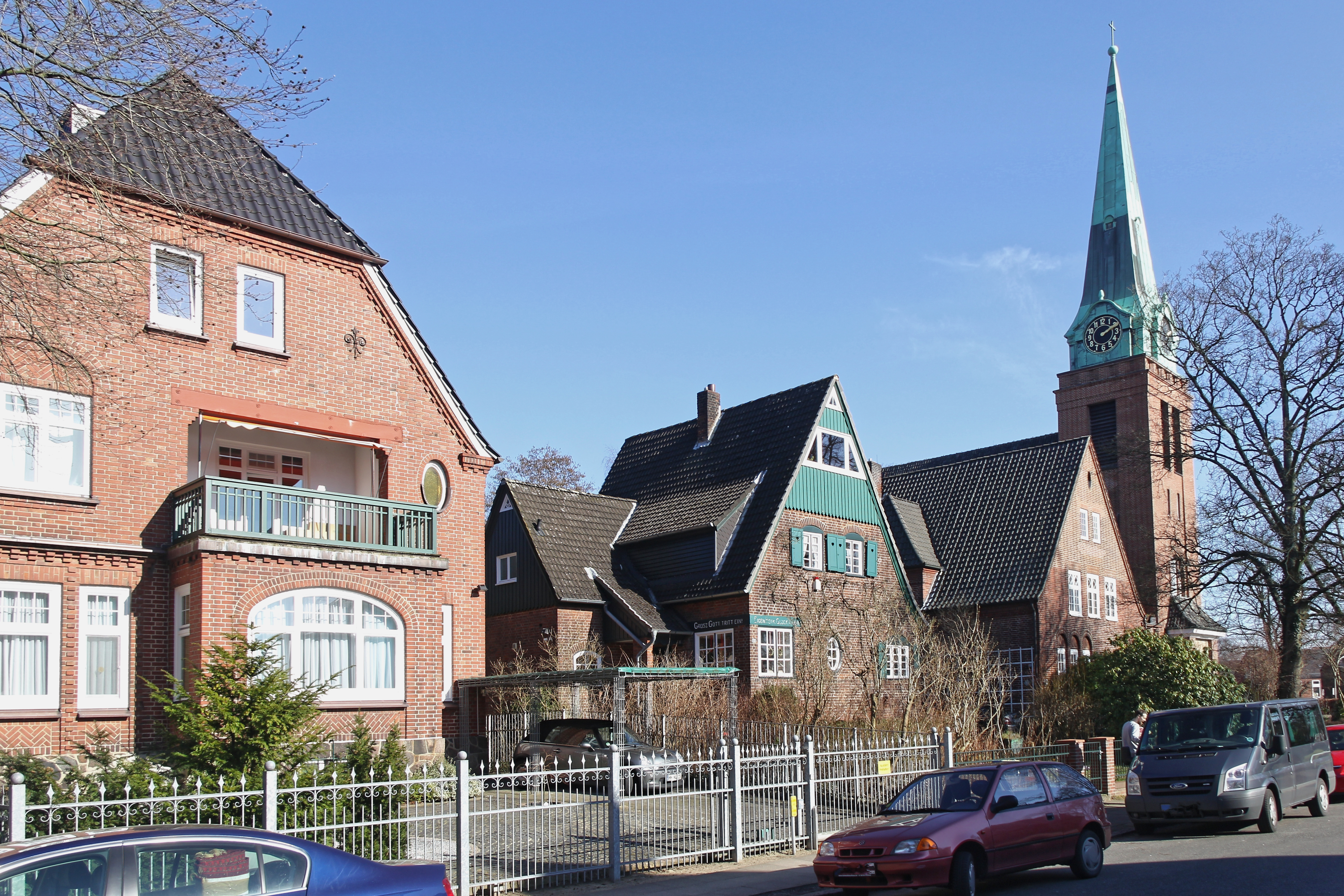
Kirche und typische Wohnhäuser der Umgebung
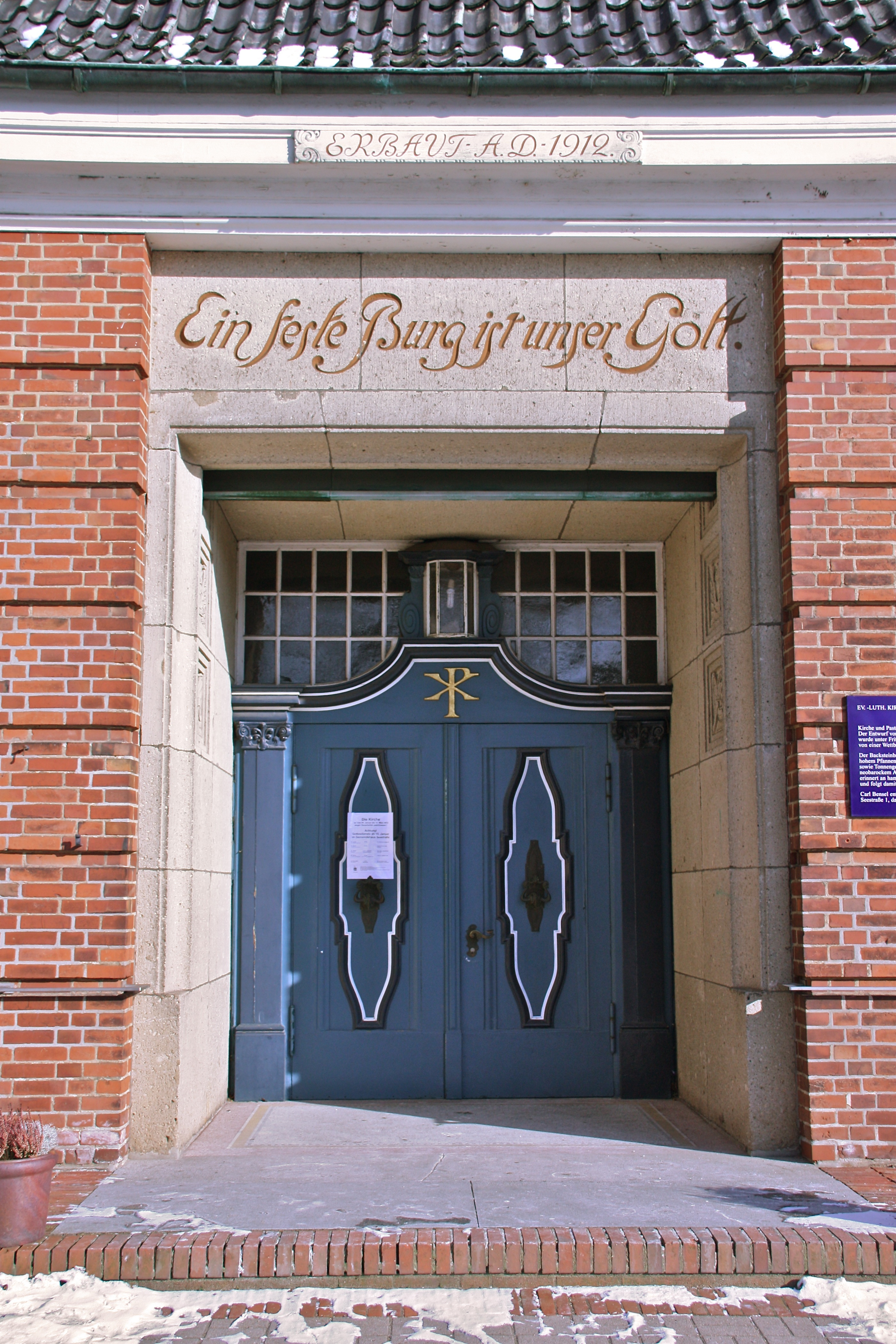
Eingangsportal
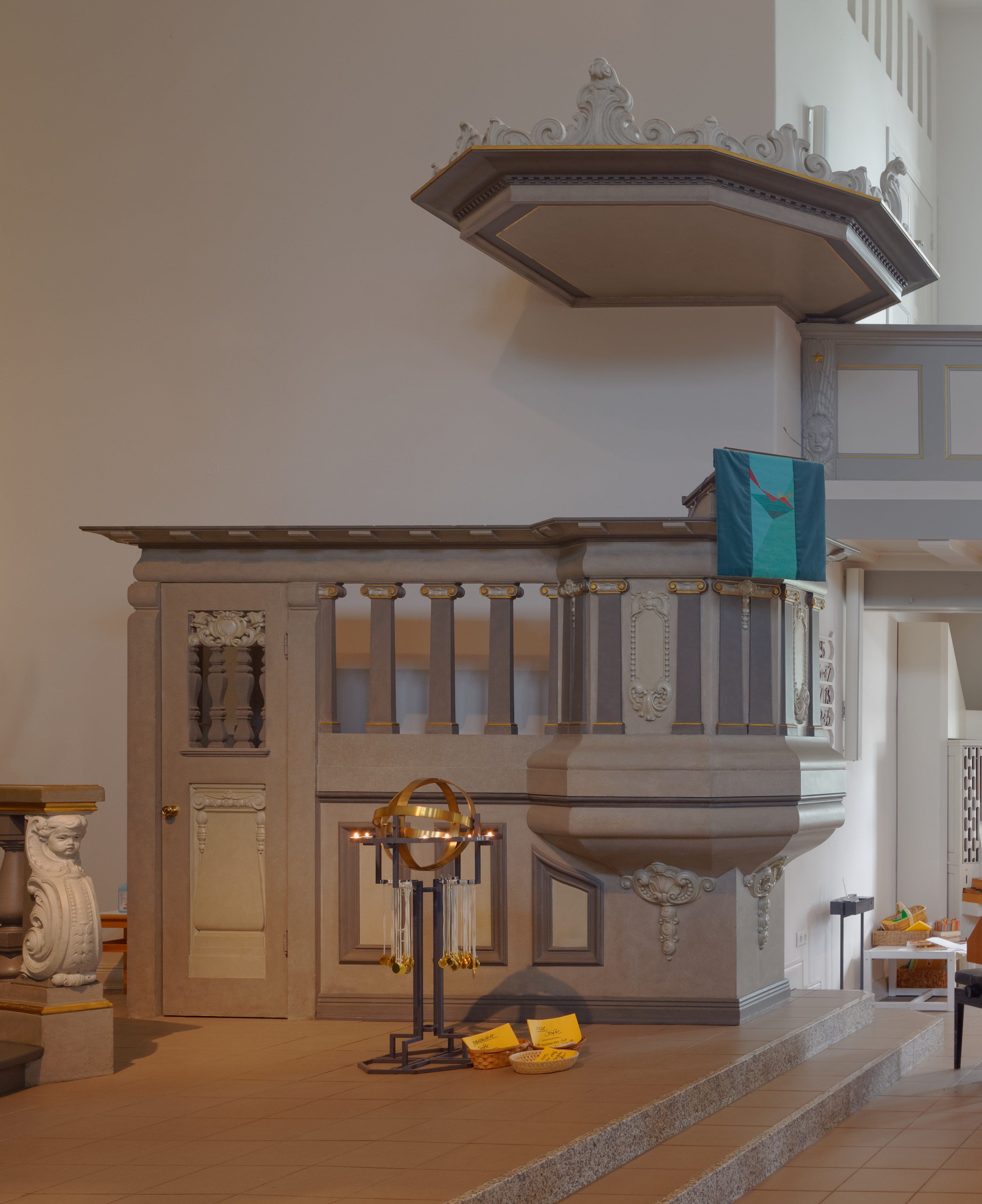
Kanzel
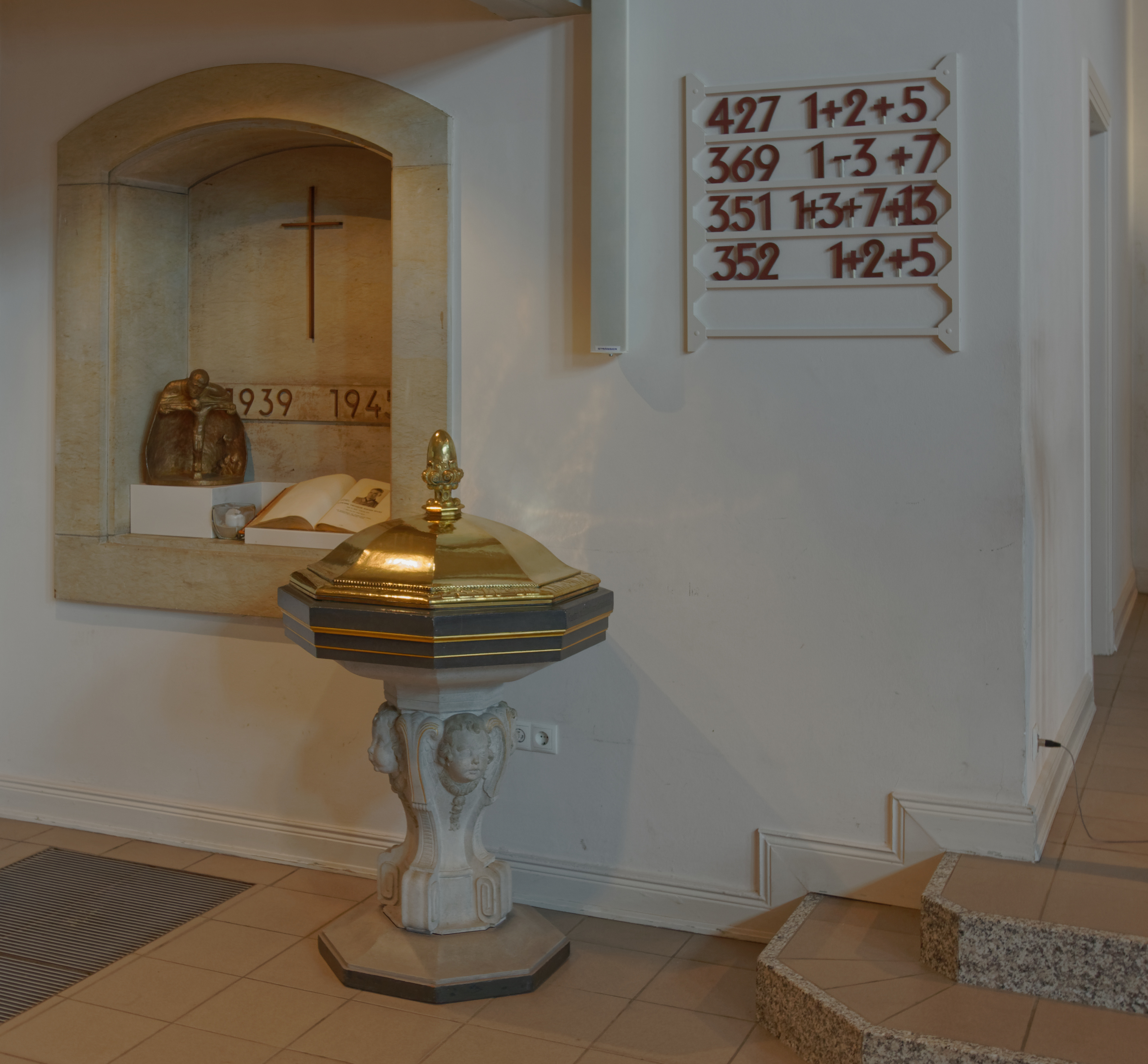
Gedenknische für Kriegsopfer und Taufbecken
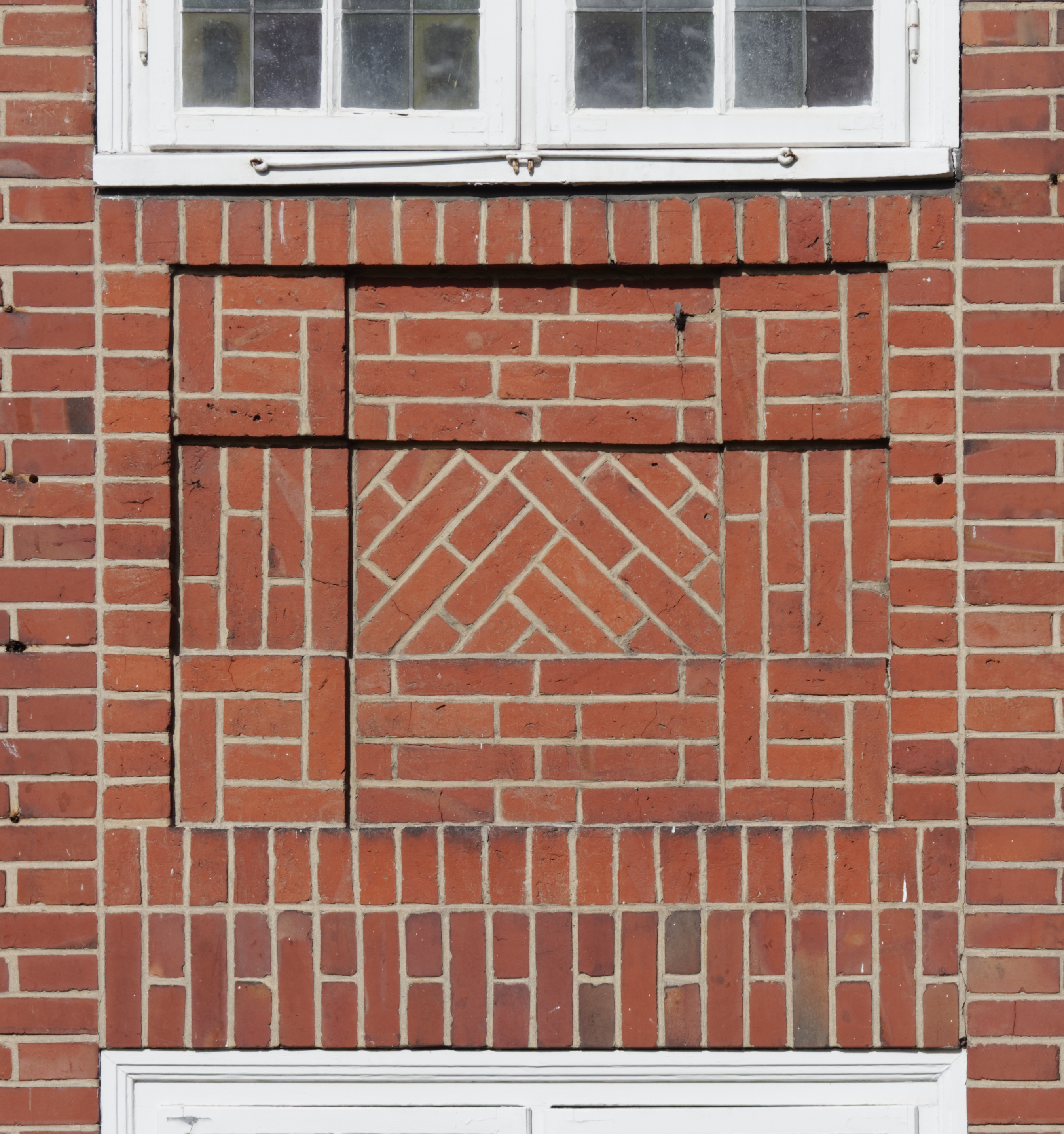
Ziermauerwerk an der Südfassade